# ادوارد ساراپی
ادوارد ساراپی (اوکراینی: Едуард Євгенович Сарапій؛ زادهٔ ۱۲ مهٔ ۱۹۹۹) بازیکن فوتبال اهل اوکراین است.
وی همچنین در تیم ملی فوتبال Ukraine U17 بازی کرده‌است.